# Засыпкин, Александр Сергеевич (дипломат)
Алекса́ндр Серге́евич Засы́пкин (род. 11 октября 1951) — советский и российский дипломат. Чрезвычайный и полномочный посол (2013).

## Биография
Окончил МГИМО МИД СССР (1973). На дипломатической работе с 1973 года.
- В 1973—1976 годах — сотрудник Генерального консульства СССР в Алеппо (Сирия).
- В 1976—1978 и 1981—1987 годах — сотрудник Посольства СССР в Сирии.
- В 1993—1994 годах — советник-посланник Посольства России в Йемене.
- В 1994—1999 годах — советник-посланник Посольства России в Сирии.
- С марта по сентябрь 2002 года — заместитель директора Департамента Ближнего Востока и Северной Африки МИД России.[1]
- С 10 сентября 2002 по 18 октября 2006 года — чрезвычайный и полномочный посол Российской Федерации в Йемене[2][3].
- В 2006—2010 годах — заместитель директора Департамента Ближнего Востока и Северной Африки МИД России.
- С 1 октября 2010 по 14 августа 2020 года  — чрезвычайный и полномочный посол Российской Федерации в Ливане[4][5].

## Семья
Женат, имеет сына.

## Награды
- Орден Дружбы (21 февраля 2022) — За большой вклад в реализацию внешнеполитического курса Российской Федерации и многолетнюю добросовестную дипломатическую службу[6].
- Знак отличия «За безупречную службу» XXX лет (16 апреля 2009) — За большой вклад в реализацию внешнеполитического курса Российской Федерации и многолетнюю добросовестную работу[7].

## Дипломатический ранг
- Чрезвычайный и полномочный посланник 2 класса (11 декабря 1996)[8]
- Чрезвычайный и полномочный посланник 1 класса (5 марта 2005)[9]
- Чрезвычайный и полномочный посол (23 апреля 2013)[10]